# Манолас (Элида)
Манола́с (греч. Μανολάς ή Μανωλάδα) — деревня в юго-западной Греции. Находится в западной части полуострова Пелопоннес, на берегу залива Килиниос Ионического моря. Расположена в 210 километрах к западу от столицы Греции Афин. Входит в общину (дим) Андравида-Килини в периферийной единице Элиде в периферии Западной Греции. Население 844 жителя по переписи 2011 года. Жители преимущественно занимаются выращиванием клубники и прочим сельским хозяйством.
В 2 километрах к востоку проходит национальная дорога 9, часть европейского маршрута E55.

## История
Основано в византийский период или период франкократии, предположительно в XIII—XIV веке. Название получил по имени Манольясы, принцессы древнего города Гирмины. 5 июля 1316 года на месте современного города Варды состоялась битва между Людовиком Бургундским и Фернандо Мальоркским за престол Ахейского княжества.
В 1912 году создано сообщество Манолас.

## Сообщество Манолас
В местное сообщество Манолас входят 6 населённых пунктов. Население 1184 жителя по переписи 2011 года. Площадь 26,582 квадратных километров.
| Наименование  | Население (2011), человек |
| ------------- | ------------------------- |
| Бриния        | 148                       |
| Карвунеика    | 40                        |
| Лутра-Ирминис | 2                         |
| Манолас       | 844                       |
| Мега-Пефкон   | 54                        |
| Самареика     | 96                        |

## Население
| Год  | Население, человек |
| ---- | ------------------ |
| 1991 | 1249               |
| 2001 | 1524               |
| 2011 | ↘ 844              |